# Гуламов Абдулкарім Курбаналійович
Абдулкарім Курбаналійович Гуламов (26 липня 1987, м. Обухів Київська область, УРСР, СРСР — 17 липня 2022, с. Зарічне, Херсонська область) — український військовослужбовець Збройних сил України, учасник АТО у складі Сил спецоперацій ЗСУ, телеведучий каналу М2.

## Життєпис
Карім Гуламов народився 26 липня 1987 року в місті Берекет, Туркменістан. Етнічний азербайджанець. Коли йому був рік, переїхав з родиною на Київщину – в місто Обухів . 
Закінчив загальноосвітню школу № 5. Потім навчався в коледжі, а далі — пішов в армію.  Закінчив Київське ПТУ-26 та здобув фах лицювальника-плиточника. 
Згодом переїхав до Ірпеня на Київщині.
З 2014 року брав участь в |АТО. Служив у 73-му морському центрі спеціальних операцій, що дислокувався у м. Очаків Миколаївської області.
Після участі в АТО працював у Обухівському та Броварському військкоматах.
З 2018 по 2021 рік працював ведучим «Військового хіт-параду» на телеканалі М2.
Разом з Андрієм Антоненком (Ріффмастер) брав участь у громадянських акціях тощо.
З початком повномасштабного російського вторгнення знову став на захист України.
Загинув ввечері 17 липня 2022 року, коли його автомобіль наїхав на міну у селі Зарічне в Херсонській області. Ймовірно, загинув під обстрілом, коли перебував в автомобілі, оскільки один із інтернет-користувачів повідомив, що ні воїна, ні машину врятувати не вдалося.
Співачка Лама присвятила Каріму пісню.
Тіло Абдулкаріма кремували. Частину праху розвіяли над Чорним морем, частину поховали на кладовищі «Польок» в місті Обухів, в місті Ірпінь посадили дуб з прахом воїна в «Покровському парку».

## Нагороди
- Відзнака Президента України «За участь в антитерористичній операції»
- Медаль «За хоробрість в бою»
- Нагрудний знак 73-го морського центру спеціальних операцій імені кошового отамана Антіна Головатого
- Нагрудний знак «Сектор — М – АТО»
- Орден «Патріот України»
- Нагрудний знак «Учасник АТО»
- орден «За мужність» III ступеня (25 травня 2023, посмертно) — за особисту мужність і самовіддані дії, виявлені у захисті державного суверенітету та територіальної цілісності України, вірність військовій присязі [10];